# Bombus mlokosievitzii
Bombus mlokosievitzii (saknar svenskt namn) är en insektsart i överfamiljen bin (Apoidea) och släktet humlor (Bombus) som lever i Europa och Västasien.

## Beskrivning
Bombus mlokosievitzii har ett övervägande svart huvud, de tre första tergiterna svarta med en tunn, brun bakkant på den tredje tergiten och eventuellt brunaktiga hår i större eller mindre grad på den andra. Resten av bakkroppen är orange. Beträffande mellankroppen och graden av brunaktiga hår på bakkroppens andra tergit, så skiljer sig utseendet åt för de olika underarterna, se nedan under "Underarter".

## Underarter
- Bombus mlokosievitzii mlokosievitzii – Mellankroppen är vit på ovansidan, svart på sidorna och på ett tvärband mittpå, mellan vingfästena. Finns i östra Anatolien.[5] Den har dessutom ett centralt, brunaktigt band på tergit 2.[4]
- Bombus mlokosievitzii convergens – Mellankroppen saknar det svarta tvärbandet, och hela ovansidan är gråvit. Förekommer i Kaukasien.[5] Det brunaktiga bandet på andra tergiten är mycket otydligt.[4]
- Bombus mlokosievitzii vogtiellus – Både mellankropp och den andra tergiten är helt svarta.[4] Finns i Grekland, Nordmakedonien, Bulgarien och västra Anatolien.[5]

## Ekologi
Arten är en bergsart som framför allt håller till i skogsbryn och -gläntor på höjder mellan 850 och 3 500 m, vanligast inom intervallet 1 400 och 2 170 m. Humlan besöker främst ärtväxter, kransblommiga växter och till viss del strävbladiga växter.

## Utbredning
Bombus mlokosievitzii lever framför allt i Turkiet, men har även påträffats i bergen i Balkan, i Grekland, i Nordmakedonien samt i Kaukasien.

## Bevarandestatus
Litet är känt om arten, och Internationella naturvårdsunionen (IUCN) klassificerar den därför under kunskapsbrist (DD). Emellertid betraktas global uppvärmning och skogsbränder som möjliga hot.